# Jaime Jiménez Pons
Pour les articles homonymes, voir Jiménez et Pons.
Jaime Jiménez Pons (né le 6 janvier 1936) est un acteur, réalisateur, scénariste et producteur de cinéma mexicain.

## Biographie
Jaime Jiménez Pons fait ses débuts au cinéma à l'âge de 9 ans. Il est distingué à plusieurs reprises, remportant notamment en 1949 l'Ariel d'Argent du meilleur jeune acteur pour Río Escondido d'Emilio Fernández.

## Filmographie

### Comme acteur

#### Cinéma
- 1945 : El Jagüey de las ruinas de Gilberto Martínez Solares
- 1946 : Los Años han pasado d'Agustín P. Delgado
- 1948 : Nosotros los pobres d'Ismael Rodríguez
- 1948 : Ustedes, los ricos d'Ismael Rodríguez
- 1948 : Mystery in Mexico de Robert Wise
- 1948 : Río Escondido d'Emilio Fernández
- 1949 : Callejera d'Ernesto Cortázar
- 1949 : Canta y no llores d'Alfonso Patiño Gómez
- 1949 : Comisario en turno de Raúl de Anda
- 1949 : El Dolor de los hijos de Miguel Zacarías
- 1949 : El Gran campeón de Chano Urueta
- 1949 : Ladronzuela d'Agustín P. Delgado
- 1949 : Lola Casanova de Matilde Landeta
- 1950 : Amor de la calle d'Ernesto Cortázar
- 1950 : Donde nacen los pobres d'Agustín P. Delgado
- 1950 : Hijos de la oscuridad de Rafael E. Portas
- 1950 : Hipólito el de Santa de Fernando de Fuentes
- 1950 : Las Dos huerfanitas de Roberto Rodríguez
- 1950 : Yo quiero ser tonta d'Eduardo Ugarte
- 1951 : Bodas de fuego de Marco Aurelio Galindo
- 1951 : El Papelerito d'Agustín P. Delgado
- 1951 : La Hija de la otra de Vicente Oroná
- 1951 : La Marquesa del barrio de Miguel Zacarías
- 1951 : Los Hijos de la calle de Roberto Rodríguez
- 1952 : Cuando los hijos pecan de Joselito Rodríguez
- 1952 : Paco, el elegante d'Adolfo Fernández Bustamante
- 1953 : Cuarto de hotel d'Adolfo Fernández Bustamante
- 1954 : Maldita ciudad d'Ismael Rodríguez
- 1955 : La Vida no vale nada de Rogelio A. González
- 1955 : Los Paquetes de Paquita d'Ismael Rodríguez
- 1957 : La Ciudad de los niños de Gilberto Martínez Solares
- 1957 : Los Televisionudos de Miguel M. Delgado
- 1959 : Besos de arena de Gilberto Martínez Solares
- 1965 : ¡Ay, Jalisco no te rajes! de Miguel Morayta
- 1973 : La Yegua colorada de Mario Hernández
- 1977 : Sabor a sangre de Mario Hernández

#### Télévision
- 1951 : Los Cuentos de Pepito
- 1952 : Los Ángeles de la calle

### Comme réalisateur
- 1976 : Santo vs. las lobas
- 1989 : Los Cuatrillizos

### Comme scénariste
- 1976 : Santo vs. las lobas de lui-même

### Comme producteur
- 1975 : Santo en Anónimo mortal d'Aldo Monti
- 1976 : Santo vs. las lobas de lui-même